# Greatham (Hampshire)
Pour les articles homonymes, voir Greatham.
Greatham est une paroisse civile et un village du Hampshire, en Angleterre.